# Rive d’Arcano
Rive d’Arcano – miejscowość i gmina we Włoszech, w regionie Friuli-Wenecja Julijska, w prowincji Udine.
Według danych na rok 2004 gminę zamieszkiwały 2284 osoby, 103,8 os./km².